# Техническа култура
Технически култури (на английски: industrial crop) са голяма група растения, които се използват като суровина за различни отрасли на промишлеността. За разлика от групите зърнено-житни и зърнено-бобови култури, културите от тази група принадлежат към различни ботанически семейства и съществено се отличават, както по морфологични особености, така и по биологични изисквания и технология на отглеждане. В зависимост от получените от тях един или друг вид продукти се поделят на няколко групи:
- Нишестени култури – съдържат голямо количество нишесте в своите корени (картофи, батати, ямс и др.);
- Захароносни култури – съдържат голямо количество захар в своите стъбла (захарна тръстика, захарен клен и др.);
- Кореноплодни култури – захарно цвекло;
- Съцветни култури – захарна палма, винена палма;
- Маслодайни култури – съдържат големи количества растително масло, натрупващо се в семената и плодовете (слънчоглед, фъстък, соя, рицин, рапица, сусам, горчица, маслен лен, кокосова и маслена палма, маслина, тунг и др.), при етерично-маслените култури – в стъблата (мента, здравец, босилек), в цветовете (маслодайна роза, лавандула, тубероза, люляк и др.), в плодовете (кориандър, анасон, копър и др.), в корените и коренищата (ветиверия, ирис и др.);
- Влакнодайни култури – съдържащи текстилни влакна в стъблата (лен, юта, хибискус, коноп и др.), в листата (новозеландски лен и др.), в семената (памук), в плодовете (сейба);
- Каучуконосни култури – хевея, гваюла и др.;
- Гутаперчови култури – съдържащи естествени смоли (чашкодрян, еукамия, гутаперча, пайена и др.);
- Дъбилни култури – съдържащи дъбилни вещества (смрадлика, бергения, някои видове дъб, смърч, лиственица и др.);
- Оцветители – съдържащи оцветителни вещества (брош, исатис, японска софора, шафран, картамус, някои видове индигофери и др.);
- Лекарствени култури – съдържащи лековити вещества и те са многочислени (дилянка, напръстник, беладона, хининово дърво, женшен и др.);
- Наркотични култури – съдържащи наркотични вещества (тютюн, махорка, канабис, опиумен мак и др.);
- Коркови култури – съдържащи ценна дървесина (амурски корков дъб, корков дъб и др.);
- Други технически култури – хмел, лугачка и др.[1]

Някои технически култури се явяват растения с двойно, тройно и повече използване. Например ленът, конопът и памукът, освен текстилни влакна дават ленено, конопено и памуково масло, брошът и опиумният мак се явяват и лекарствени растения, а от кориандъра, куркумата и анасона се получават етерични и и моторни масла. Освен това десетки видове растителни подправки (черен пипер, кимион, индийско орехче и др.) се използват в хранително-вкусовата промишленост.
Техническите култури биват едногодишни (лен, картоф, слънчоглед, кимион) и многогодишни (маслина, маслодайна роза, хевея, хмел, женшен) растения и се отнасят към множество ботанически семейства: картофови (картоф, тютюн), сложноцветни (слънчоглед, картамус), кръстоцветни (рапица, горчица), розоцветни (маслодайна роза) и др. Зоните на разпространението им са различни: палмата, маслината, тунга, захарната тръстика и др. са разпространени в тропичните и субтропичните области на Земята, а слънчогледа, лена, захарното цвекло и други се отглеждат предимно в средните и умерените ширини.